# Zur Schmerzhaften Muttergottes (Linden)

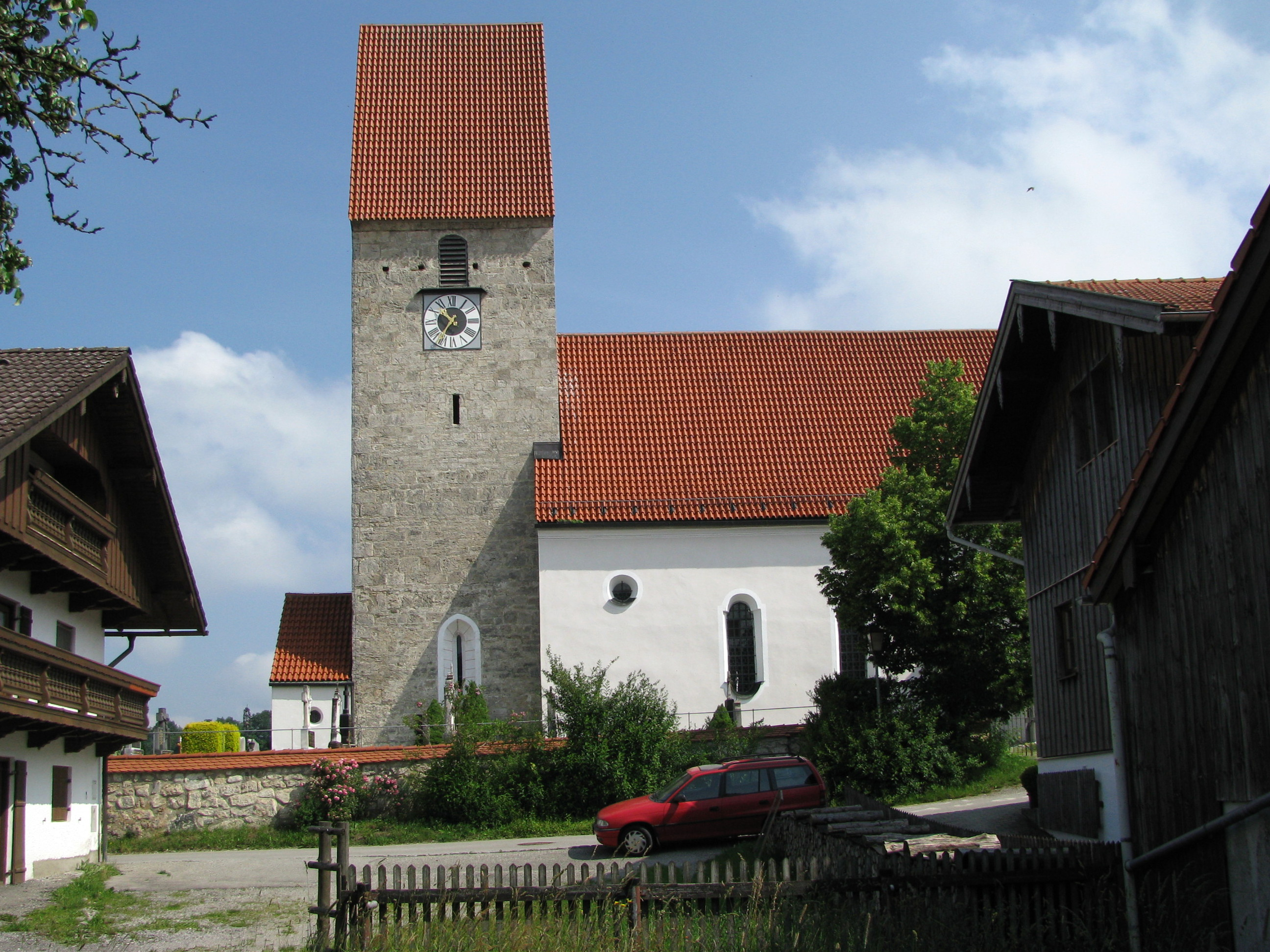
Kirche zur Schmerzhaften Muttergottes

Die römisch-katholische Kirche zur Schmerzhaften Muttergottes in Linden (Maria zu den Sieben Schmerzen; St. Maria und Maternus) ist eine ursprünglich unter Einbeziehung älterer Teile um das Jahr 1500 errichtete spätgotische Kirche im Ortsteil Linden der Gemeinde Dietramszell im Landkreis Bad Tölz-Wolfratshausen in Oberbayern.

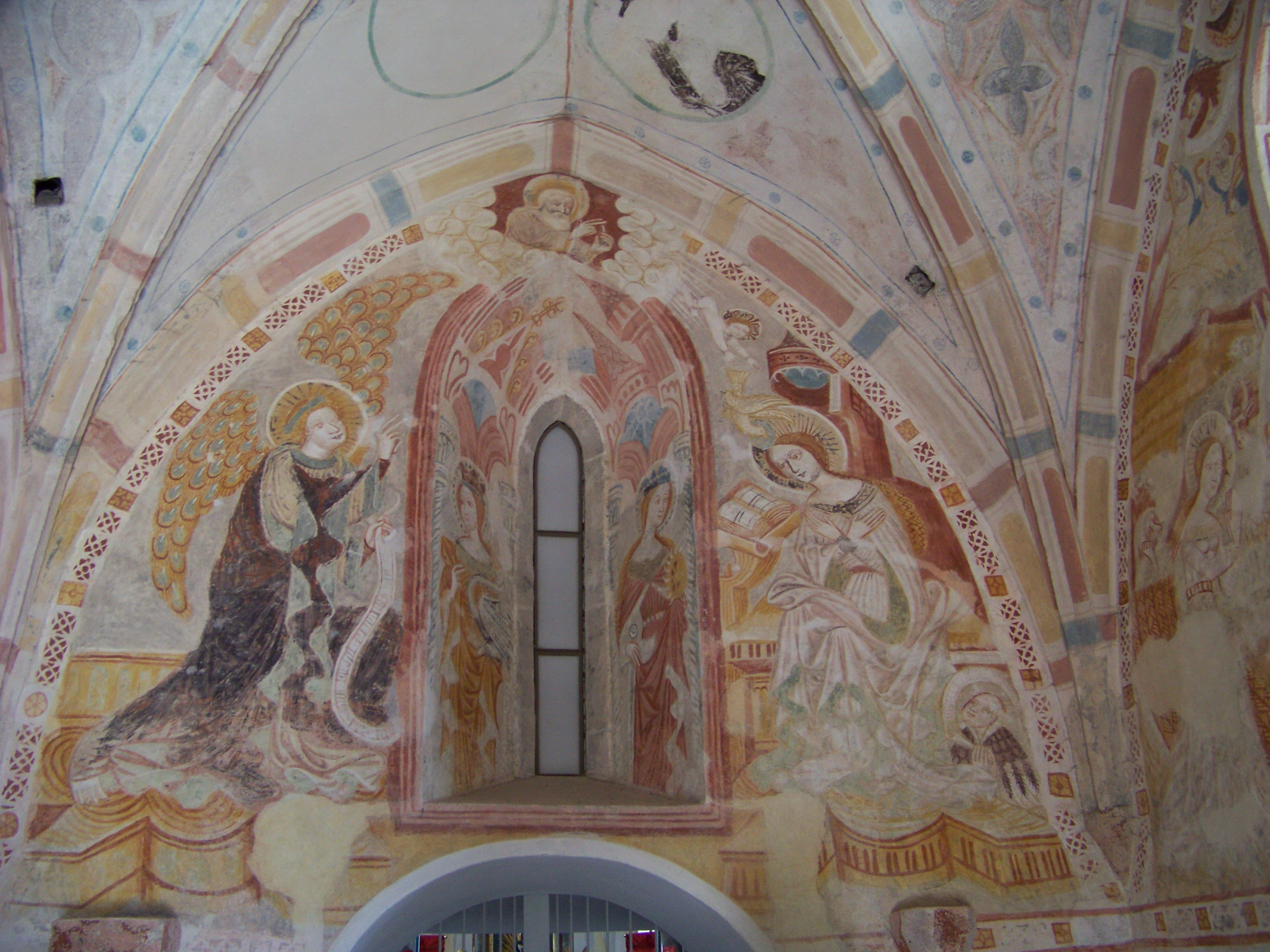
Östliches Fresko in der Vorhalle

## Geschichte
Der Turm der Kirche wird auf das Ende des 14. Jahrhunderts datiert, geht jedoch auf einen älteren Bau des 14. Jahrhunderts zurück. Der Dachansatz des früheren Langhauses ist im Westen noch zu sehen. Das Kirchenschiff wurde um 1500 erbaut, aber nach seiner Zerstörung im Dreißigjährigen Krieg in den Jahren 1629 bis 1630 wieder errichtet; dem lag ein Plan von Melchior Höck zugrunde. Die Kirche wurde in den Jahren 1998 bis 2005 renoviert.

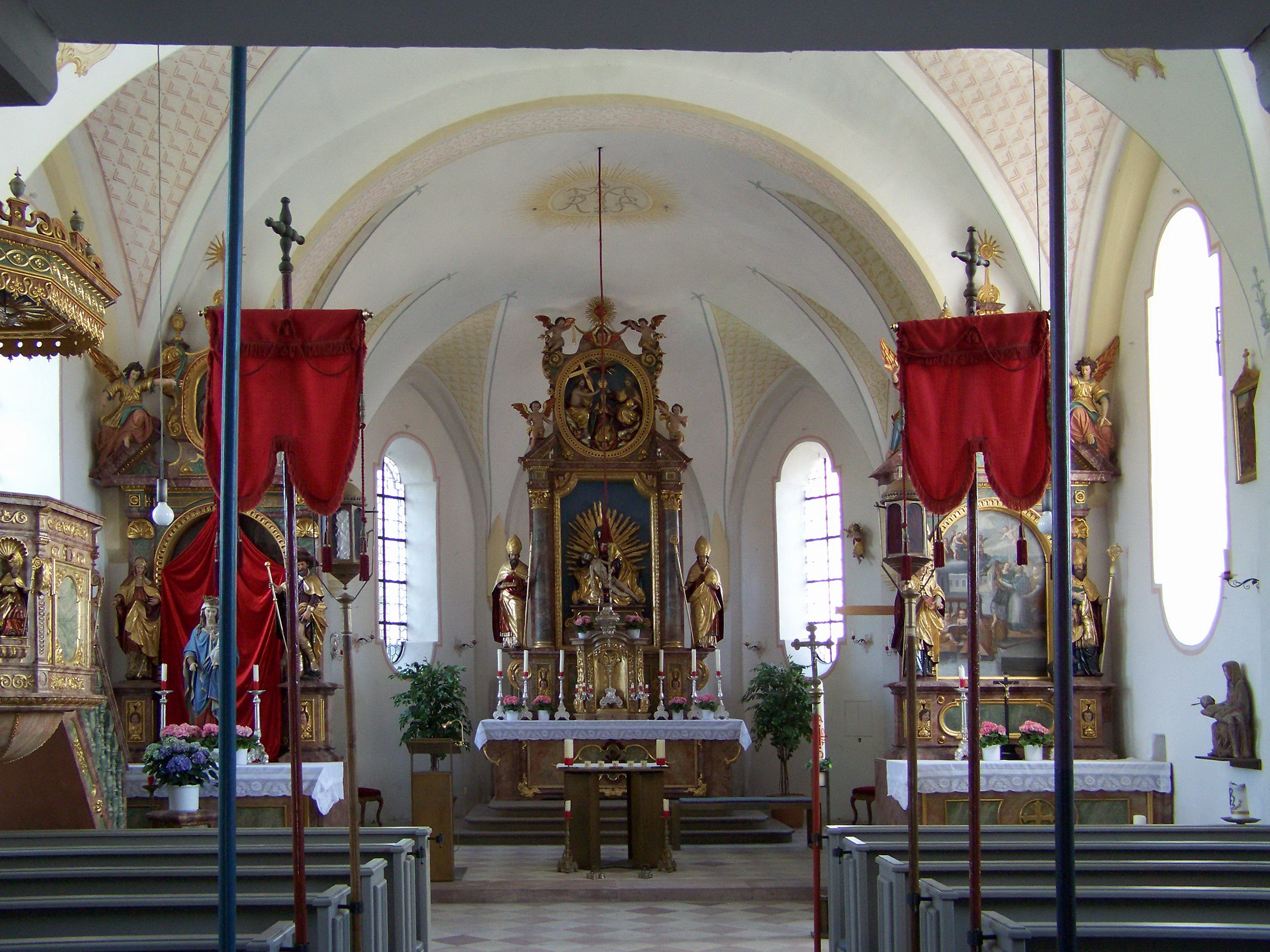
Kirche zur Schmerzhaften Muttergottes, Innenraum

## Bau
Der frühere Chor im Turmuntergeschoss wurde durch den Neubau des Langhauses im Osten zu einer Vorhalle. Diese besitzt ein Kreuzrippengewölbe. Der Kirchenraum wird durch Schildbögen aus der Gotik gegliedert. Die Stichkappentonne trägt ein Deckengemälde von Sebastian Hausinger aus dem Jahr 1946.

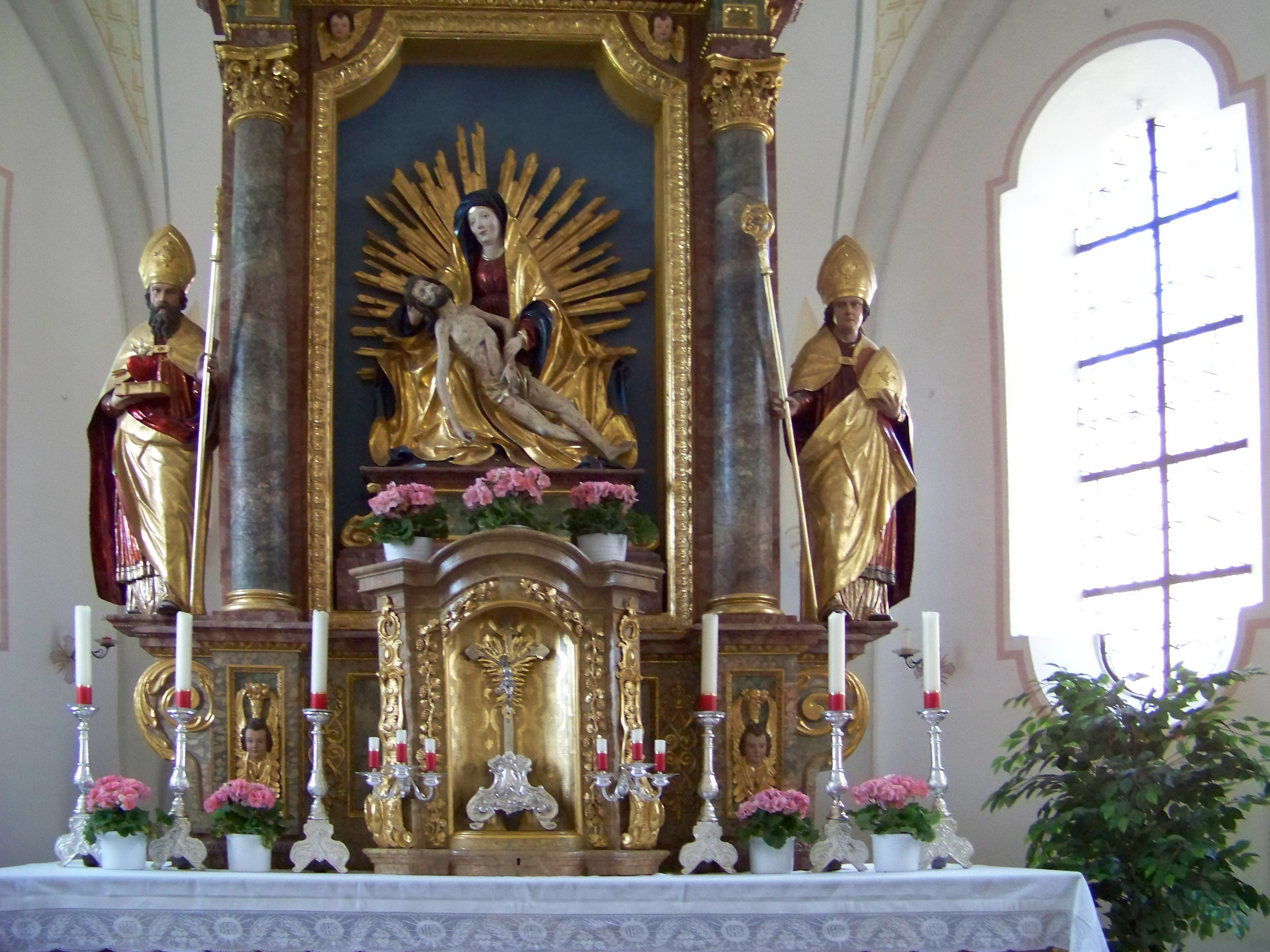
Hochaltar mit Vesperbild

## Ausstattung
Die Vorhalle besitzt Fresken aus der Zeit um 1400 „in beachtenswerter Vollständigkeit“. Sie zeigen an der Westwand die Anbetung der Heiligen Drei Könige, in der Laibung die klugen und törichten Jungfrauen, an der Nordwand den Marientod, im Osten Mariä Verkündigung, in der Laibung des Fensters im Osten die Heiligen Barbara und Katharina, an der Südwand die Anbetung Jesu und die Darstellung im Tempel, darüber die Verkündigung an die Hirten, weiter das Schweißtuch der Veronika. Das Gewölbe zeigt die vier Evangelisten mit ihren Symbolen. Die Ausstattung des Langhauses stammt aus der Zeit um 1630. Im Hochaltar befindet sich ein geschnitztes Vesperbild aus der Zeit kurz nach 1500, das von Statuen der Heiligen Maternus und Augustinus flankiert wird. Die Seitenaltäre zeigen die Anbetung der Heiligen Drei Könige und den heiligen Augustinus.